# Discografie van Krezip
Hieronder volgt de discografie van de Nederlandse band Krezip, met name hun albums, hun muziekdvd's, hun nummers met een notering in een hitlijst en hun Top 2000-noteringen. 

## Albums
| Album                    | Verschijnen      | Label           | Hitlijsten | Hitlijsten | Hitlijsten | Hitlijsten | Opmerkingen                                            |
| Album                    | Verschijnen      | Label           | BE (VL)    | BE (VL)    | NL         | NL         | Opmerkingen                                            |
| Album                    | Verschijnen      | Label           | Piek       | Weken      | Piek       | Weken      | Opmerkingen                                            |
| ------------------------ | ---------------- | --------------- | ---------- | ---------- | ---------- | ---------- | ------------------------------------------------------ |
| Nothing Less             | 5 mei 2000       | WEA             | 1 (5 wk)   | 31         | 1 (10 wk)  | 68         | Studioalbum / 3× Platina in Nederland / Goud in België |
| Days Like This           | 18 oktober 2002  | WEA             | 13         | 4          | 3          | 28         | Studioalbum / Goud in Nederland                        |
| What Are You Waiting For | 9 mei 2005       | Sony BMG        | 14         | 18         | 1 (1 wk)   | 29         | Studioalbum                                            |
| Plug It In               | 14 mei 2007      | RCA             | 40         | 7          | 3          | 58         | Studioalbum / Goud in Nederland                        |
| Best of Krezip           | 10 november 2008 | Sony BMG        | —          | —          | 1 (2 wk)   | 53         | Verzamelalbum / 3× Platina in Nederland                |
| Sweet Goodbye            | 27 juli 2009     | Sony            | —          | —          | 2          | 14         | Livealbum & dvd                                        |
| Sweet High               | 25 oktober 2019  | PIAS            | —          | —          | 2          | 10         | Studioalbum / Goud in Nederland                        |
| Any Day Now              | 7 april 2023     | Music on Vinyl  | —          | —          | 4          | 3          | Studioalbum                                            |
| Music for Máxima         | 17 mei 2024      | Universal Music | —          | —          | 34         | 1          | Soundtrack voor tv-serie Máxima                        |

### Zonder hitnotering
- Run Around (1999)

## Dvd
| Dvd's met hitnoteringen in de Nederlandse Music Top 30 | Datum van verschijnen | Datum van binnenkomst | Hoogste positie | Aantal weken |
| ------------------------------------------------------ | --------------------- | --------------------- | --------------- | ------------ |
| That'll Be Unplugged (And More)                        | 2003                  | 4 oktober 2003        | 10              | 6            |

## Singles
| Lied                                                        | Verschijnen       | Album                      | Hitlijsten | Hitlijsten | Hitlijsten  | Hitlijsten  | Hitlijsten    | Hitlijsten    | Opmerkingen                                                                                   |
| Lied                                                        | Verschijnen       | Album                      | BE (VL)    | BE (VL)    | NL (Top 40) | NL (Top 40) | NL (Top 100)1 | NL (Top 100)1 | Opmerkingen                                                                                   |
| Lied                                                        | Verschijnen       | Album                      | Piek       | Weken      | Piek        | Weken       | Piek          | Weken         | Opmerkingen                                                                                   |
| ----------------------------------------------------------- | ----------------- | -------------------------- | ---------- | ---------- | ----------- | ----------- | ------------- | ------------- | --------------------------------------------------------------------------------------------- |
| Won't Cry                                                   | 31 maart 2000     | Nothing Less               | —          | —          | —           | —           | 66            | 8             |                                                                                               |
| I Would Stay                                                | 16 juni 2000      | Nothing Less               | 1 (9 wk)   | 25         | 1 (3 wk)    | 18          | 2             | 27            | 3FM Megahit / Platina in Nederland en in België / Bestverkochte single van 2000 in Vlaanderen |
| All Unsaid                                                  | oktober 2000      | Nothing Less               | tip8       | —          | tip2        | —           | 64            | 5             |                                                                                               |
| Everything and More                                         | 2000              | Nothing Less               | tip11      | —          | tip5        | —           | 65            | 3             |                                                                                               |
| You Can Say                                                 | 16 september 2002 | Days Like This             | tip7       | —          | 18          | 5           | 19            | 9             | 3FM Megahit                                                                                   |
| Promise                                                     | november 2002     | Days Like This             | tip11      | —          | 16          | 6           | 26            | 10            | Alarmschijf                                                                                   |
| Mine (Acoustic)                                             | 29 augustus 2003  | Days Like This             | —          | —          | tip18       | —           | 99            | 2             |                                                                                               |
| Out of My Bed                                               | 25 april 2005     | What Are You Waiting For   | tip5       | —          | 9           | 10          | 5             | 12            | 3FM Megahit                                                                                   |
| Don't Crush Me                                              | 15 juli 2005      | What Are You Waiting For   | tip6       | —          | 22          | 7           | 27            | 7             | Alarmschijf                                                                                   |
| I Apologize                                                 | 14 november 2005  | What Are You Waiting For   | —          | —          | 30          | 3           | 29            | 9             | 3FM Megahit                                                                                   |
| Plug It In & Turn Me On                                     | 6 april 2007      | Plug It In                 | tip4       | —          | 21          | 6           | 19            | 13            | 3FM Megahit                                                                                   |
| Play This Game With Me                                      | 13 juli 2007      | Plug It In                 | —          | —          | tip2        | —           | 77            | 3             |                                                                                               |
| All My Life                                                 | 19 oktober 2007   | Plug It In                 | —          | —          | 7           | 19          | 7             | 27            | 3FM Megahit                                                                                   |
| Everybody's Gotta Learn Sometime                            | 8 februari 2008   | Alles is liefde soundtrack | —          | —          | 23          | 6           | 32            | 10            |                                                                                               |
| Go to Sleep                                                 | 19 september 2008 | Best of Krezip             | —          | —          | 24          | 9           | 48            | 8             |                                                                                               |
| Sweet Goodbyes                                              | 6 april 2009      | Best of Krezip             | —          | —          | 2           | 25          | 2             | 42            | 3FM Megahit / Goud in Nederland                                                               |
| Lost Without You                                            | 29 januari 2019   | Sweet High                 | tip35      | —          | 8           | 17          | 33            | 19            | Alarmschijf / NPO Radio 2 TopSong / Platina in Nederland                                      |
| How Would You Feel                                          | 5 juni 2019       | Sweet High                 | tip17      | —          | 27          | 6           | 85            | 4             |                                                                                               |
| Come Back with Me Now                                       | 1 november 2019   | Sweet High                 | tip39      | —          | tip7        | —           | —             | —             |                                                                                               |
| Been Here Before                                            | 2019              | Sweet High                 | —          | —          | tip15       | —           | —             | —             |                                                                                               |
| You Are Not Alone                                           | 1 januari 2021    | —                          | tip22      | —          | 20          | 7           | 39            | 8             |                                                                                               |
| Seventeen                                                   | 31 maart 2021     | —                          | tip30      | —          | tip8        | —           | —             | —             |                                                                                               |
| Make It a Memory (met Danny Vera)                           | 11 maart 2022     | Any Day Now                | —          | —          | 31          | 8           | 65            | 7             | NPO Radio 2 TopSong / Goud in Nederland                                                       |
| Ready for More                                              | 8 september 2022  | Any Day Now                | —          | —          | tip3        | —           | —             | —             |                                                                                               |
| In the Water                                                | 26 januari 2023   | Any Day Now                | —          | —          | tip8        | —           | —             | —             |                                                                                               |
| Running From                                                | 7 april 2023      | Any Day Now                | —          | —          | tip22       | —           | —             | —             |                                                                                               |
| Where the Light Goes                                        | 1 december 2023   | Music For Máxima           | —          | —          | tip23       | —           | —             | —             |                                                                                               |
| Attention                                                   | 11 april 2024     | Music For Máxima           | —          | —          | tip6        | —           | —             | —             | NPO Radio 2 TopSong                                                                           |
| I Will Go There (met remme)                                 | 30 august 2024    | Music For Máxima           | —          | —          | tip24       | —           | —             | —             |                                                                                               |
| It All Means Nothing (You're Not Here Now) (met Danny Vera) | 22 november 2024  | —                          | —          | —          | 19          | 5           | 49            | 1             | NPO Radio 2 TopSong                                                                           |
| Shot in the Dark                                            | 20 juni 2025      | —                          | —          | —          | tip25       | —           | —             | —             | NPO Radio 2 TopSong                                                                           |

### Zonder hitnotering
- All I'm Asking For (2004)

## NPO Radio 2 Top 2000
| Nummers met noteringen in de NPO Radio 2 Top 2000 | '01 | '02 | '03 | '04 | '05 | '06 | '07 | '08 | '09 | '10  | '11  | '12  | '13 | '14 | '15 | '16 | '17 | '18 | '19 | '20 | '21  | '22  | '23  | '24  |
| ------------------------------------------------- | --- | --- | --- | --- | --- | --- | --- | --- | --- | ---- | ---- | ---- | --- | --- | --- | --- | --- | --- | --- | --- | ---- | ---- | ---- | ---- |
| All My Life                                       | ×   | ×   | ×   | ×   | ×   | ×   | -   | -   | 877 | 1335 | 1684 | 1455 | -   | -   | -   | -   | -   | -   | -   | -   | -    | -    | -    | -    |
| I Would Stay                                      | 327 | 202 | 139 | 386 | 290 | 360 | 249 | 262 | 167 | 251  | 362  | 405  | 426 | 425 | 427 | 478 | 473 | 410 | 229 | 258 | 309  | 291  | 271  | 306  |
| Lost Without You                                  | ×   | ×   | ×   | ×   | ×   | ×   | ×   | ×   | ×   | ×    | ×    | ×    | ×   | ×   | ×   | ×   | ×   | ×   | -   | 816 | 1200 | 1170 | 1293 | 1666 |
| Make It a Memory (met Danny Vera)                 | ×   | ×   | ×   | ×   | ×   | ×   | ×   | ×   | ×   | ×    | ×    | ×    | ×   | ×   | ×   | ×   | ×   | ×   | ×   | ×   | ×    | -    | 270  | 264  |
| Sweet Goodbyes                                    | ×   | ×   | ×   | ×   | ×   | ×   | ×   | ×   | 97  | 163  | 338  | 552  | 688 | 657 | 737 | 891 | 774 | 775 | 458 | 614 | 646  | 608  | 631  | 667  |

1. ↑  Een '-' betekent dat het nummer niet was genoteerd, een '×' betekent dat het nummer nog niet was uitgebracht en een vetgedrukt getal geeft de hoogste notering van een nummer aan.
2. ↑  2001 was het eerste jaar met een notering voor Krezip.